# УЕ Енгордан
„Енгордан“ (на каталонски: Unió Esportiva Engordany) е андорски футболен клуб от град Ескалдес-Енгордан, играещ във висшата лига на Андорския шампионат. Домакинските си срещи играе на Стадионите на ФФА.

## История
Клубът е основан през 1980 година под названието „Спортинг Ескал Енгордан“ (на каталонски: Sporting Escales Engordany). През 2001 година клубът е преименуван на „Енгордан“ (на каталонски: Unió Esportiva Engordany). През сезон 2002/03 отборът стартира във Втора дивизия на Андора, където успява от раз да победи и 2003/04 е част от Примера дивисион. Не успява да се задържи във висшата дивизия, заел 8 място отпада в Сегунда.
Във втора дивизия клубът два пъти става бронзов и веднъж сребърен медалист от първенството. През сезона 2007/08 „Енгордан“ се връща в Примера. Отборът тренира Хоакин Сурдо. През 2009 президент на клуба е Гонсало Донсион. Клубът играе във висшата лига в продължение на три сезона, главно като аутсайдер. И отново получава правото да се завърне в Примера, след като е завършил 3-ти в Сегунда през 2010/11. Отборът играе в Примера още 2 сезона, после отново отпада в Сегона Дивизио. През 2013/14 отборът за четвърти път се изкачва в най-високото ниво на шампионата на Андора.

## Стадион
Футболната федерация на Андора провежда мачовете в Примера и Сегона Дивизио на принадлежащите и стадиони. Така също федерация разпределя стадионите и тренировъчните игрища за всеки отбор. „Естади Комунал д'Андора ла Вела“ с вместимост 1299 души се намира в Андора ла Веля, „Комунал д’Ашовал“ е разположен южно от столицата в Сан Джулия де Лория и е с капацитет от 899 зрители. Понякога мачовете се провеждат в граничния испански град Алас и Серк, на стадион „Сентре Еспортиу д'Алас“, с вместимост 1500 души.

## Успехи
- Примера Дивисио:
  -  Сребърен медал (1): 2017/18
- Купа на Контситуцията: (Купа на Андора)
  -  Финалист (1): 2016
- Сегона Дивизио: (Втора дивизия)
  -  Шампион (2): 2002/03, 2013/14
    -  Сребърен медал (1): 2005/06
      -  Бронзов медал (3): 2004/05, 2006/07, 2010/11

## Участие в евротурнирите
| Сезон   | Турнир      | Кръг                             | Съперник        | Домакин | Гост | Общ резултат |  |
| ------- | ----------- | -------------------------------- | --------------- | ------- | ---- | ------------ |  |
| 2018/19 | Лига Европа | Първи предварителен квалиф. кръг | Фолгоре/Фалчано |         |      |              |  |

## Главни треньори
- Жоаким Зурдо (2007 – 2008)[10]
- Жозеп Луис Менгуал Прадес (2014 – 2017)
- Филипе Бусто (2017 – 2018)
- Отгер Каналс (от 2018 г.) [11]